# 埃姆斯伯里
埃姆斯伯里 （英語：Amesbury）是位於英國英格蘭威爾特郡的一個城鎮的民用教區。巨石陣的所在地。埃姆斯伯里已被證實是英國歷史最久的一直有人居住的居民點，這裡在公元前8820年開始就有人居住。